# Tamba meeki
Tamba meeki là một loài bướm đêm trong họ Noctuidae.